# یواس‌اس سوینینگ (دی‌یی-۳۹۴)
یواس‌اس سوینینگ (دی‌یی-۳۹۴) (به انگلیسی: USS Swenning (DE-394)) یک کشتی بود که طول آن ۳۰۶ فوت (۹۳ متر) بود. این کشتی در سال ۱۹۴۳ ساخته شد.